# Сольєр
Сольєр (ісп. Sóller) — місто та муніципалітет поблизу північно-західного узбережжя Балеарського острова Майорка, Іспанія, за 3 км углиб країни від Порт-де-Сольєр, у великій долині у формі чаші, яка також включає село Форналуч і села Бініарайкс і Бінібассі. Населення становить близько 14 тис. Трамвай «Tranvía de Sóller» зв'язує Сольєр із Порт-де-Сольєр.